# Saská světová kronika

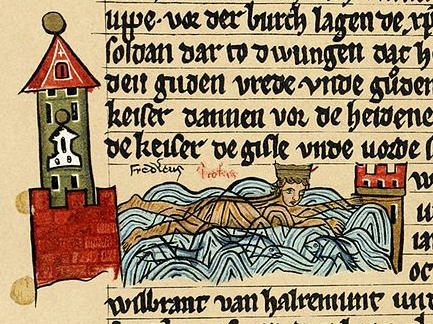
Smrt císaře Fridricha Barbarossy utopením v říčce Saléf.

Saská světová kronika (německy: Sächsische Weltchronik) je první kronika psaná v německém jazyce. Vznikla pravděpodobně ve 13. století na území pod správou magdeburského arcibiskupství. Existuje v mnoha opisech.
Kronika vypráví o historii, od vzniku světa přes římské dějiny, dějiny Franské říše až po vládu císaře Fridricha II.